# Mark Waugh
Pour les articles homonymes, voir Waugh.
Mark Edward Waugh AM (né le 2 juin 1965 à Sydney) est un ancien joueur de cricket australien. Il joua pour l'équipe d'Australie en test cricket de 1991 à 2002 et en ODI de 1988 à 2002, généralement en même temps que son frère jumeau Steve, qui fut capitaine de la sélection australienne. Il était réputé pour ses qualités de batteur mais aussi de fielder.

## Équipes
- Nouvelle-Galles du Sud
- Essex

## Honneurs
- Un des cinq Wisden Cricketers of the Year de l'année 1991.